# Ammerzoden

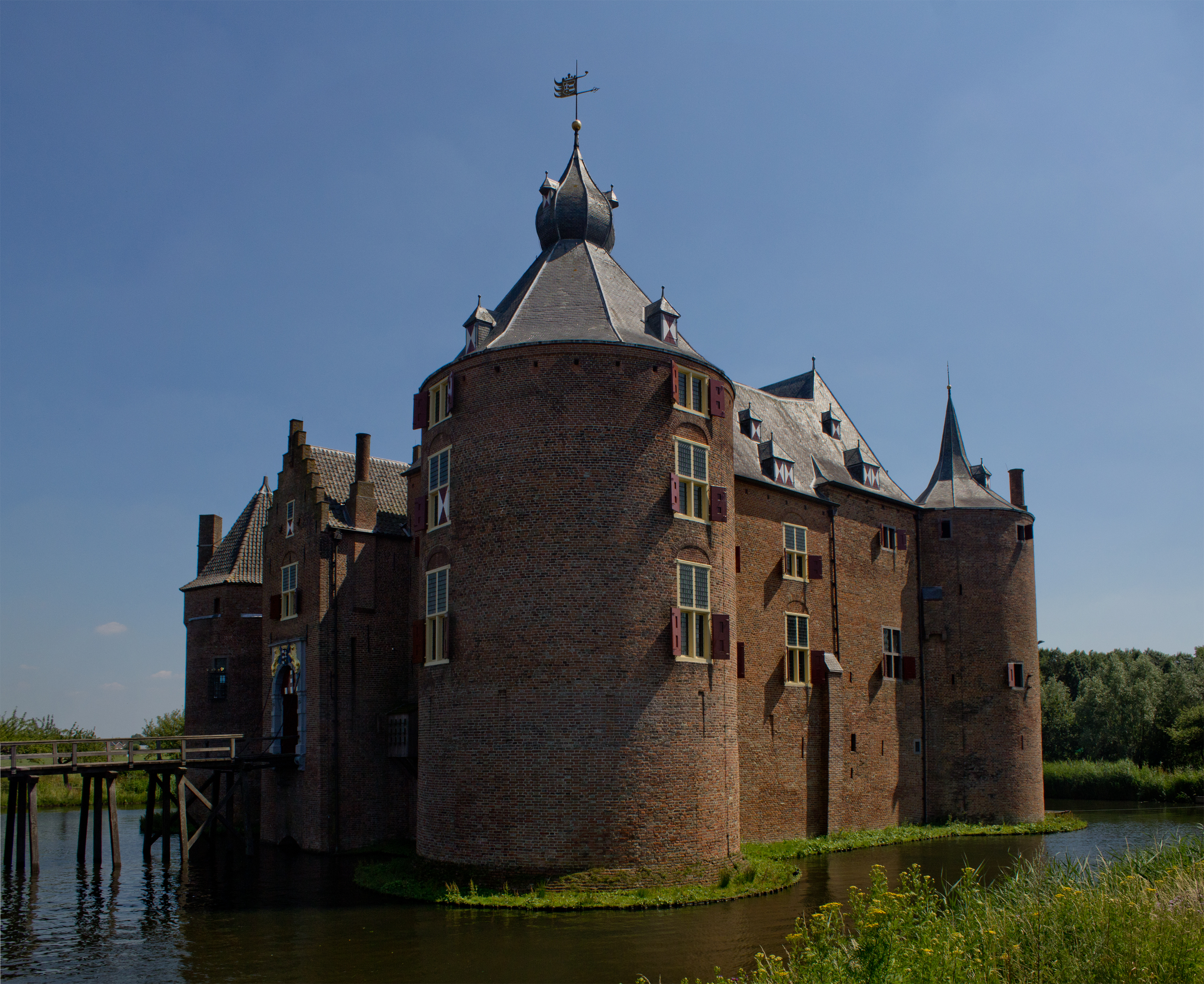
Ammerzoden: il castello Ammersoyen

Ammerzoden  (in brabantino: Ammerooie) è una località di circa 3.500 abitanti del centro-sud dei Paesi Bassi, facente parte della provincia della Gheldria e situata nella regione di Bommelerwaard e lungo il corso del fiume Mosa Dal punto di vista amministrativo, si tratta di un-ex-comune, dal 1999 accorpato alla municipalità di Maasdriel.

## Geografia fisica

### Collocazione
Il villaggio Ammerzoden si trova nell'estremità sud-occidentale della provincia della Gheldria, lungo il confine con la provincia del Brabante Settentrionale (segnato dal corso della Mosa) tra Brakel e Kerkdriel (rispettivamente a sud-est della prima e a sud-ovest della seconda), a circa 10 km a sud di Zaltbommel.

## Origini del nome
Il toponimo Ammerzoden, attestato anticamente come Ambersoi, Amersoyen e Amelroije, è formato da Ammer, che probabilmente era il nome di un fiume, e dal termine ooi, con cui si indicava una brughiera lungo un fiume.

## Storia
La località è citata per la prima volta come Ambersoi nell'XI secolo.
Nel corso del XIII secolo, fu costruita la prima chiesa nel villaggio.
Nel 1354, si hanno le prime notizie della signoria e del castello di Ammerzoden, che allora erano governati da Arnt van Herlaar.
Nel 1672, nel corso della guerra olandese, Ammerzoden fu invasa dalle truppe francesi. Un nuovo attacco da parte dei Francesi avvenne in seguito nell'agosto del 1794 e la località rimase in mani francesi fino al 1813.
La località fu inoltre seriamente minacciata delle inondazioni a partire dal XVII secolo. L'ultima grande inondazione, avvenne nel 1861: in seguito a questa inondazione, si decise di rafforzare le dighe, che però rischiarono di cedere nuovamente nel 1926.
Nel corso della seconda guerra mondiale, Ammerzoden subì gravi danni, tanto che al termine della guerra pochi edifici erano rimasti in piedi.

### Simboli
Lo stemma di Ammerzoden si compone di uno scudo bianco con corona con due righe rosse, retto da due leoni e si blasona: d'argento a due fasce contromerlate di rosso.

## Monumenti e luoghi d'interesse
Ammerzoden conta 4 edifici classificati come rijksmonumenten e 7 edifici classificati come gemeentelijke monumenten.

### Castello Ammersoyen
Tra i principali edifici di Ammerzoden, figura il castello Ammersoyen, risalente al XIV secolo.

### Rovine della chiesa
Altro luogo d'interesse sono le rovine della chiesa del XIV secolo.

## Geografia antropica

### Suddivisione amministrativa
Buurtschappen
- Californië (parte)
- Wordragen